# Hovedserien 1937/38
Die Saison 1937/38 war die vierte Spielzeit der Hovedserien, der höchsten norwegischen Eishockeyspielklasse. Meister wurde zum insgesamt zweiten Mal in der Vereinsgeschichte Ski- og Fotballklubben Trygg. Stabæk IF stieg in die zweite Liga ab.

## Modus
In der Hauptrunde wurde die Liga in zwei Gruppen mit jeweils vier Mannschaften aufgeteilt. In der Hauptrunde absolvierte jede der Mannschaften insgesamt sechs Spiele. Die beiden Gruppensieger qualifizierten sich für das Meisterschaftsfinale. Die beiden Letztplatzierten mussten in der ersten Runde der Relegation gegeneinander antreten. Deren Verlierer musste gegen den Zweitligameister um den Klassenerhalt spielen. Für einen Sieg erhielt jede Mannschaft zwei Punkte, bei einem Unentschieden gab es ein Punkt und bei einer Niederlage null Punkte.

## Hauptrunde

### Gruppe A
|    | Klub             | Sp | S | U | N | Tore | Punkte |
| -- | ---------------- | -- | - | - | - | ---- | ------ |
| 1. | Grane SK         | 6  | 6 | 0 | 0 | 33:2 | 12     |
| 2. | SK Forward       | 6  | 2 | 1 | 3 | 8:17 | 5      |
| 3. | Furuset Ishockey | 6  | 1 | 2 | 3 | 4:14 | 4      |
| 4. | SK Strong        | 6  | 0 | 3 | 3 | 1:13 | 3      |

Sp = Spiele, S = Siege, U = unentschieden, N = Niederlagen, OTS = Overtime-Siege, OTN = Overtime-Niederlage, SOS = Penalty-Siege, SON = Penalty-Niederlage

### Gruppe B
|    | Klub                         | Sp | S | U | N | Tore | Punkte |
| -- | ---------------------------- | -- | - | - | - | ---- | ------ |
| 1. | Ski- og Fotballklubben Trygg | 6  | 4 | 1 | 1 | 10:5 | 9      |
| 2. | Holmen Hockey                | 6  | 3 | 1 | 2 | 9:6  | 7      |
| 3. | Hasle-Løren IL               | 6  | 3 | 0 | 3 | 6:7  | 6      |
| 4. | Stabæk IF                    | 6  | 0 | 1 | 5 | 5:12 | 2      |

Sp = Spiele, S = Siege, U = unentschieden, N = Niederlagen, OTS = Overtime-Siege, OTN = Overtime-Niederlage, SOS = Penalty-Siege, SON = Penalty-Niederlage

## Finale
- Ski- og Fotballklubben Trygg – Grane SK 2:0

## Relegation

### Erste Runde
- SK Strong – Stabæk IF

### Zweite Runde
- B.14 – Stabæk IF